# Heterogonium wigmanii
Heterogonium wigmanii là một loài thực vật có mạch trong họ Dryopteridaceae. Loài này được (Racib.) Holttum miêu tả khoa học đầu tiên năm 1955.